# 広島白島郵便局

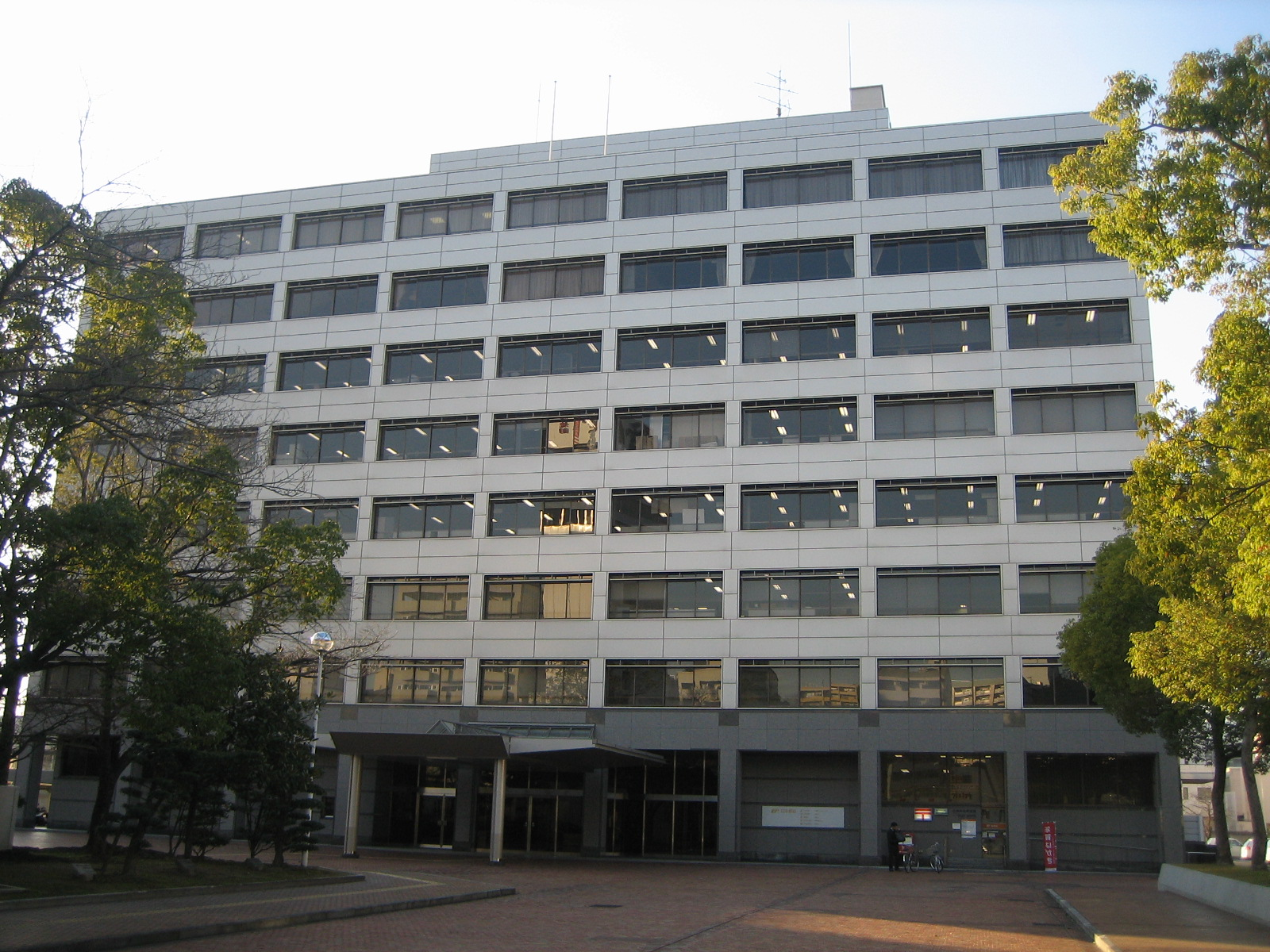
広島白島郵便局が入居する日本郵政グループ広島ビル（2008年12月）

広島白島郵便局（ひろしまはくしまゆうびんきょく）は、広島県広島市中区にある郵便局。民営化前の分類では無集配特定郵便局であった。

## 概要
住所：〒730-0004 広島県広島市中区東白島町19-8
日本郵政グループ広島ビル（旧日本郵政公社中国支社社屋、旧郵政省（郵政事業庁）中国郵政局庁舎）1階に設置されている。
入居する建物は民営化後郵便局株式会社が、また2012年（平成24年）10月1日以降は日本郵便株式会社が「日本郵政グループ広島ビル」として所有しており、当局のほか日本郵便株式会社中国支社、ゆうちょ銀行広島地域センター、日本郵政株式会社中・四国ファシリティセンターが入居している。かつてはかんぽ生命保険広島支店も入居していたが、2015年（平成27年）10月13日にNTTクレド白島ビルに移転した。なお、ゆうちょ銀行広島支店は中区基町の広島中郵便局（メルパルク広島1階）に併設されている。

## 沿革
- 1959年（昭和34年）3月26日 - 広島市基町に無集配特定郵便局として開局[2]。
- 1992年（平成4年）1月6日 - 郵便振替の小切手払いの取り扱いを開始。
- 2004年（平成16年）3月29日 - 日本郵政公社中国支社社屋内にあった広島中央郵便局東白島分室の廃止に伴い、その跡地（中区東白島町19-8）へ移転[3]。
- 2007年（平成19年）10月1日 - 民営化。
- 2012年（平成24年）10月1日 - 日本郵便株式会社発足。

## 取扱内容
- 郵便、印紙、ゆうパック、内容証明
- 貯金、為替、振替、振込、国際送金、国債
- 生命保険、バイク自賠責保険
- ゆうちょ銀行ATM

## 周辺
- 広島はくしま病院
- 総務省中国総合通信局
- 広島拘置所
- 広島高等裁判所
- 広島家庭裁判所

## アクセス
- 広島電鉄白島線（9号線） 白島電停下車すぐ
- 広電バス 白島町停留所下車
- 山陽自動車道 広島ICから南へ約7km
- 広島高速1号線 間所出入口から西へ約4.5km、同3号線 宇品出入口から北へ約6km、同4号線 中広出入口から東へ約2.5km
- 駐車場あり：20台